# Wołkowija
Wołkowija lub Volkovija (maced. Волковија) – wieś w północno-zachodniej Macedonii Północnej, w gminie Brwenica.